# Lezhë (prefectuur)
Lezhë (Albanees: Qarku i Lezhës) is een van de 12 prefecturen van Albanië. De hoofdstad van de prefectuur is Lezhë.

## Bevolking
Volgens de volkstelling van 2011 telt de prefectuur Lezhë 134.027 inwoners. De meerderheid van de inwoners zijn katholiek (72,38 procent). Verder is zo'n 14,81 procent islamitisch. Er zijn nagenoeg geen aanhangers van de Albanees-Orthodoxe Kerk (0,25 procent) en het bektashisme (0,13 procent) te vinden in prefectuur Lezhë.

### Bestuurlijke indeling
De prefectuur is ingedeeld in drie steden (bashkia) na de gemeentelijke herinrichting van 2015:
Kurbin • Lezhë • Mirditë.
Berat · Dibër · Durrës · Elbasan · Fier · Gjirokastër · Korçë · Kukës · Lezhë · Shkodër · Tirana · Vlorë

Deelgemeenten · Gemeenten · Prefecturen